# Ралица Николова
Ралица Николова е български художник, график и илюстратор, както и хоноруван преподавател в Националната художествена академия. Член е на Съюза на българските художници.

## Биография
Ралица Николова е родена на 16 февруари 1945 г. в село Полски Сеновец, област Велико Търново.
Завършва Националното училище за изящни изкуства „Илия Петров“, а по-късно следва илюстрация в Националната художествена академия в класа на проф. Петър Чуклев. Дипломира се през 1971 г. От 1986  е преподавател в същата академия където към 2015 г. води часове по графични техники в катедрите „Плакат и визуална комуникация“ и „Книга и печатна графика“. Владее френски и английски език.

## Творчество и участие в изложби
Ралица Николова има голям брой изяви в групови и самостоятелни изложби по света. Взима участие в събития, свързани с представяне на българското изобразително изкуство в чужбина, както и на биеналета и триеналета на графиката в Любляна, Варна, Баден-Баден, Берлин, Хайделберг, Киото, Вакаяма, Синт Никлас, София и Банска Бистрица, където е и член на международното жури през 1986 г. и 1988 г. Представя собствени творби в различни конкурси и международни биеналета на илюстрацията в Братислава, Барселона, Белград, Болоня и др. В областта на миниатюрата и на екслибриса също има приноси и международни изяви в биеналета за екслибрис: Анкара, Прага, Синт Никлас, Солун и др. От 2001 г. до 2003 г. участва в съвместния проект „Съвременна графика от България и Япония“ в музеи в Киото и Токушима.
Тя е автор на множество илюстрации към детски книжки и стихосбирки за деца и възрастни. Рисува корици за детските списания Дружинка, Пламъче и Славейче.
Нейни творби са собственост на Националната художествена галерия, Софийската градска художествена галерия и Градската галерия във Варна. Чуждестранни галерии и музеи също притежават нейни произведения: Музей на екслибриса в Анкара, Музей на графичното изкуство „Шрайнер“ в Бад Щебин, Графична колекция на град Любляна, Областна галерия в Банска Бистрица и др.

### Самостоятелни изложби
През годините тя провежда редица собствени изложби в:
- Български културен център – Прага през 2014 г.
- Дом Витгенщайн – Виена през 2013 г.
- Столична библиотека – София през 2012 г.
- Дордрехт (Холандия) през 1999 г.
- Художествена галерия на град Раднево през 1995 г.
- Галерия Витоша – София през 1993 г.
- Bayerische Handelsbank – Мюнхен през 1991 г.
- Международен център за изкуства – Париж през 1980 г.

## Награди и отличия
Следва списък с международните признания на Ралица Николова:
- Награда на Националната изложба на илюстрацията и изкуството на книгата през 2006 г.
- Почетен сертификат за достижения в изкуството на екслибриса в Първото биенале за екслибрис в Анкара през 2003 г.
- Откупна награда на Първи Международен Балкански форум на малките форми в съвременното изкуство в Солун през 2002 г.
- Награда за постижения в графичното изкуство на Международното биенале на графиката във Варна през 2001 г.
- Награда за графика малък формат в София през 1996 г.
- Голямата награда „Веселин Стайков“ за графика, присъдена от Съюза на българските художници през 1986 г.
- Награда – откупка от Биенале на графиката в Любляна през 1991 г.
- Първа награда за илюстрация на Национална изложба на илюстрацията в София през 1982 г. и 1986 г.
- Награда на Националния конкурс за високи постижения в изкуството на книгата „Седмица на детската книга“ през 1982 г., 1985 г. и през 1987 г.
- Награда за най-добра книга на годината през 1981 г., 1984 г. и 1987 г.
- Награда Специализация в Cité Internationale des Arts в Париж през 1979 г.
- Награди Ex Aequo на Международното биенале на графиката в Банска Бистрица през 1976 г. и през 1986 г.